# 요코하마 핫케이지마 시 파라다이스

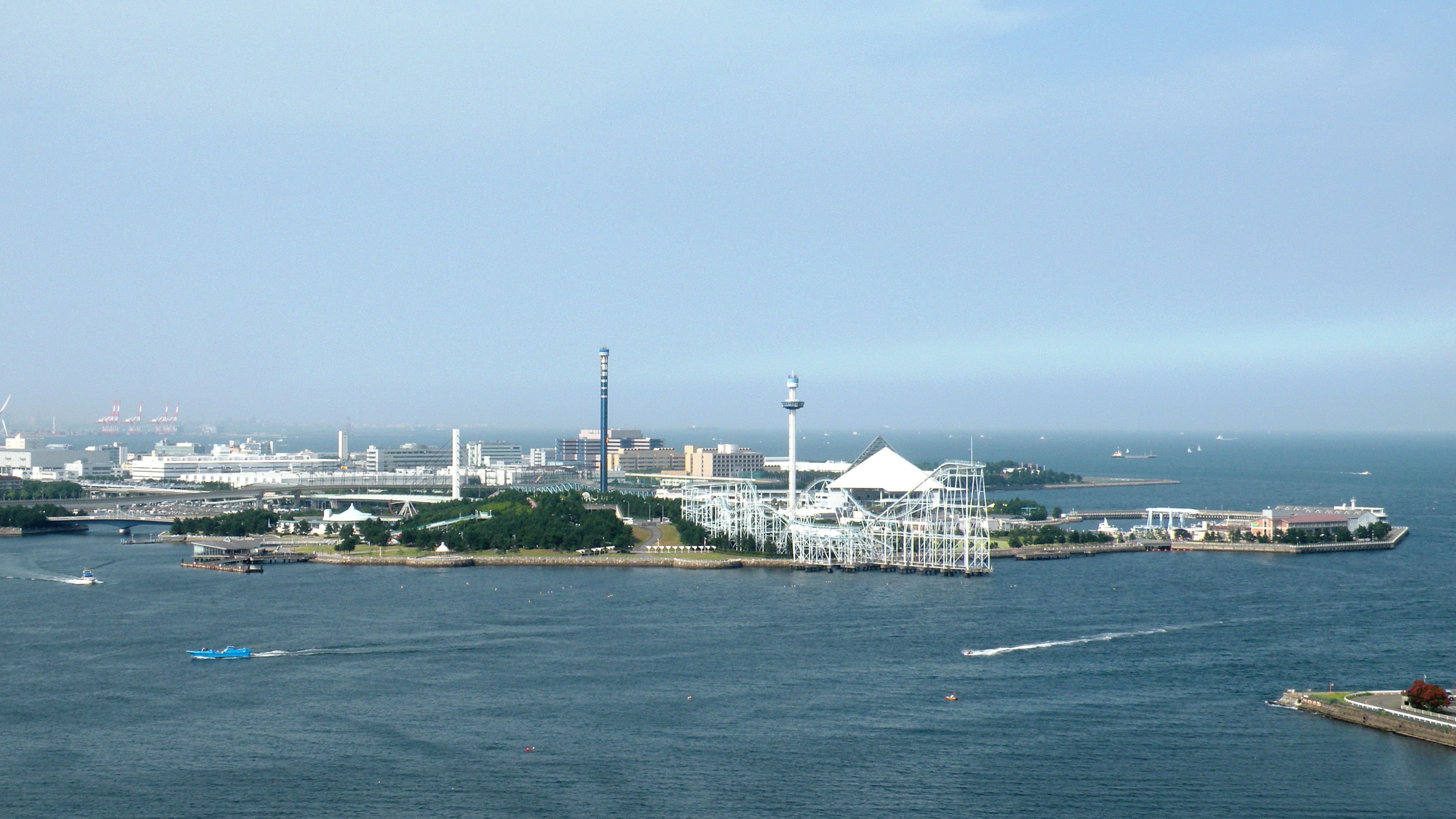
요코하마 핫케이지마 시 파라다이스

요코하마 핫케이지마 시 파라다이스(일본어: 横浜・八景島シーパラダイス 요코하마핫케이지마시파라다이스[*])는 일본 가나가와현 요코하마시 가나자와구 핫케이지마섬에 위치한 수족관, 여행지, 쇼핑몰, 호텔, 마리나 등으로 구성된 복합 유원지이다. 아쿠아 뮤지엄을 비롯해 14종류의 놀이기구가 있는 PLEASURE LAND 등이 있다.

## 같이 보기
- 세이케 키요시(淸家淸) - 설계자